# Agnes Binagwaho
Agnes Binagwaho (nascuda a Nyamagabe, província del Sud (Ruanda)) és una pediatra i política ruandesa.
Quan tenia tres anys es va tralladar a Bèlgica amb la seva família, on el seu pare es va graduar en medicina. Entre 1976 i 1984 es va graduar en medicina a la Universitat Lliure de Brussel·les i es va especialitzar en pediatria a la Universitat de la Bretanya Occidental de 1989 a 1993. En 1996 va tornar a Ruanda i va treballar proporcionant atenció clínica al sector públic, ocupant càrrecs oficials com el de Secretari Permanent del Ministeri de Salut en maig de 2008, arribant a ser Ministra de Salut de maig 2011 fins al juliol de 2016.
En 2010, va ser guardonada amb un doctorat honorífic en ciències al Dartmouth College als Estats Units. Al setembre de 2016 va ser nomenada Professora de Salut Global a la University of Global Health Equity (UGHE) de Kigali, i l'abril de 2017, va ser nomenada vicerectora i directora executiva de la UGHE.
En 2014 fou la primera doctorada en filosofia per la Facultat de Ciències Econòmiques i Empresarials de la Universitat de Ruanda.